# Августа фон Анхалт-Десау
Амалия Августа фон Анхалт-Десау (на немски: Amaliq Avgusta fon Anhalt-Desau; * 18 август 1793, Десау; † 12 юни 1854, Рудолщат) от род Аскани, е принцеса от Анхалт-Десау и чрез женитба княгиня на княжество Шварцбург-Рудолщат.

## Биография
Тя е най-голямото дете на наследствен принц Фридрих принц фон Анхалт-Десау (1769 – 1814) и съпругата му Амалия фон Хесен-Хомбург (1774 – 1846), дъщеря на ландграф Фридрих V фон Хесен-Хомбург и Каролина фон Хесен-Дармщат. По баща е внучка на княз Леополд III фон Анхалт-Десау (1740 – 1817).
Августа фон Анхалт-Десау се омъжва на 15 април 1816 г. в Десау за първия си братовчед княз Фридрих Гюнтер фон Шварцбург-Рудолщат (1793 – 1867), най-възрастният син на княз Лудвиг Фридрих II фон Шварцбург-Рудолщат (1767 – 1807) и принцеса Каролина фон Хесен-Хомбург (1771 – 1854). Тя е първата му съпруга.
Княгинята е много обичана от народа и помага на науката и изкуството. След нейната смърт Фридрих Гюнтер се жени за Хелена (1835 – 1860), дъщеря на нейния брат Георг (1796 – 1865).
Августа е погребана в княжеската гробница в гробището на Рудолщат.

## Деца
Августа и княз Фридрих Гюнтер имат трима сина:
- Гюнтер (1818 – 1821)
- Гюнтер (1821 – 1845)
- Густав Адолф (1828 – 1837)